# Minh Hóa (xã)
Minh Hóa là một xã thuộc huyện Minh Hóa, tỉnh Quảng Bình, Việt Nam.

## Địa lý
Xã Minh Hóa nằm ở phía huyện, có vị trí địa lý:
- Phía đông giáp xã Tân Hóa
- Phía tây và phía nam giáp xã Trung Hóa
- Phía bắc giáp thị trấn Quy Đạt và xã Yên Hóa.

Xã Minh Hóa có diện tích 33,97 km², dân số năm 2021 là 4.350 người, mật độ dân số đạt 97 người/km².

## Hành chính
Xã Minh Hóa được chia thành 5 thôn:
Thôn 1 Kim Bảng
Thôn 2 Kim Bảng
Thôn 3 Kim Bảng
Thôn Tân Lý
Thôn Lạc Thiện